# Batrachorhina niviscutata
Batrachorhina niviscutata là một loài bọ cánh cứng trong họ Cerambycidae.